# Ийзу
И́йзу (ест. Õisu alevik) — селище в Естонії, у волості Мулґі повіту Вільяндімаа.

## Населення
Чисельність населення на 31 грудня 2011 року становила 196 осіб.

## Історія
З 11 липня 1991 до 24 жовтня 2017 року селище входило до складу волості Галлісте.

## Пам'ятки
- Миза Ийзу (Õisu mõis).

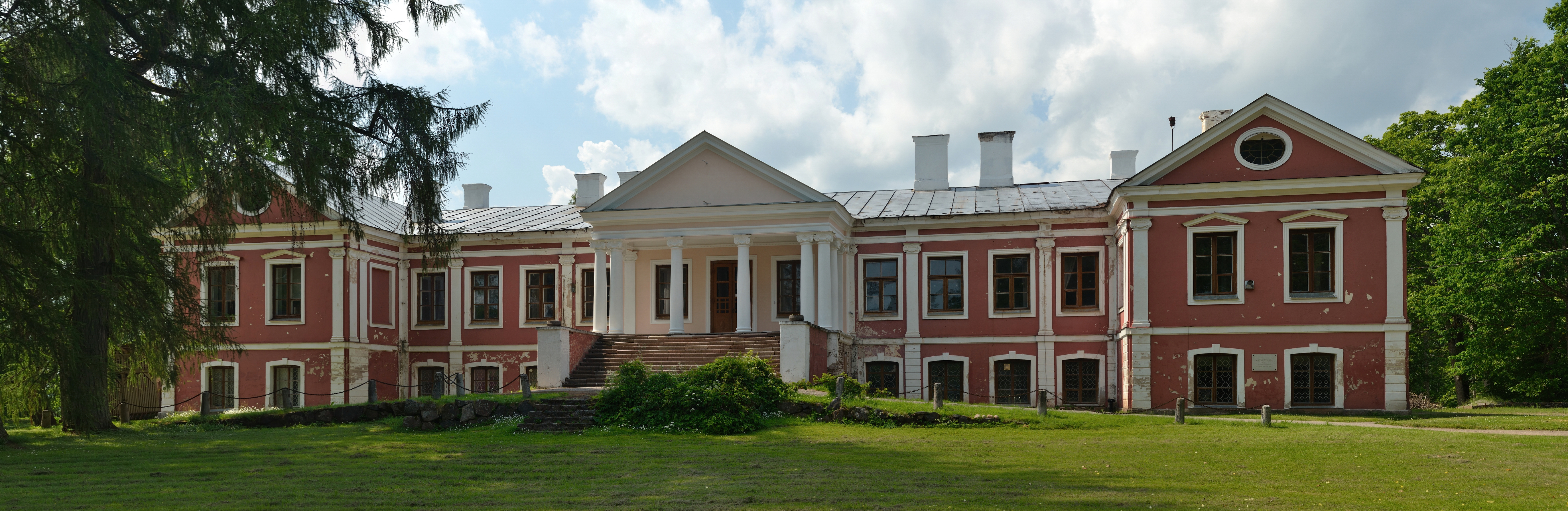
Головна будівля мизи (головний фасад)
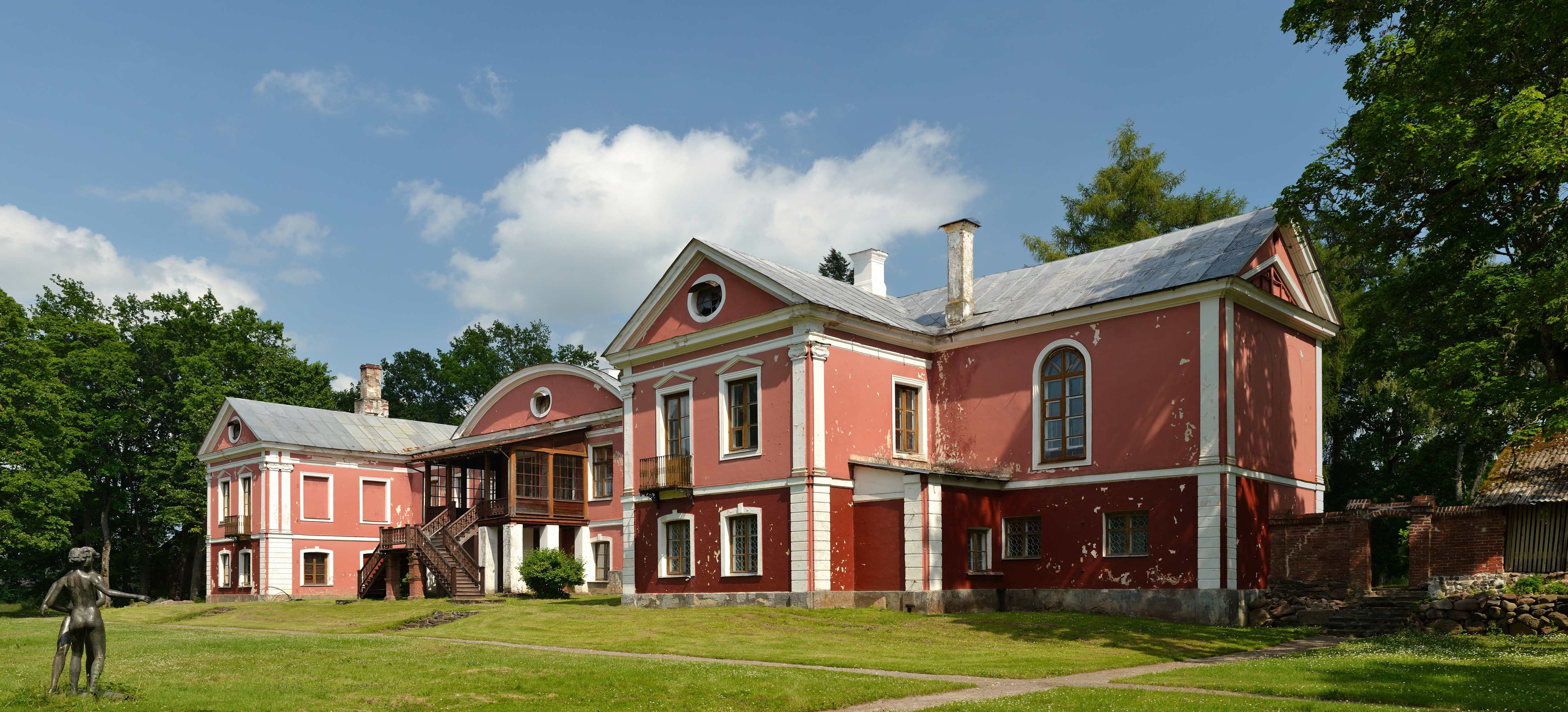
Головна будівля мизи з боку парку
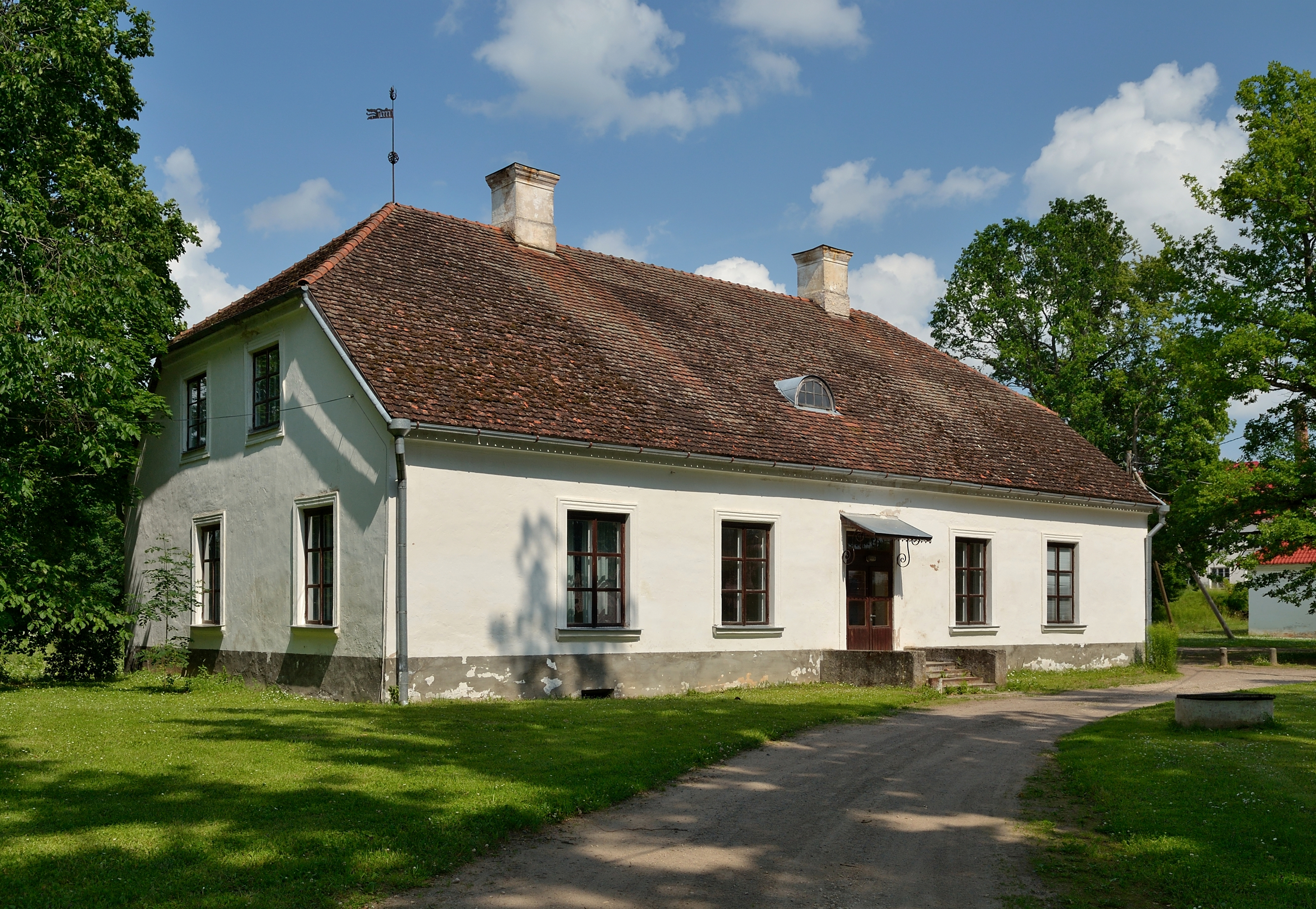
Будинок прикажчика
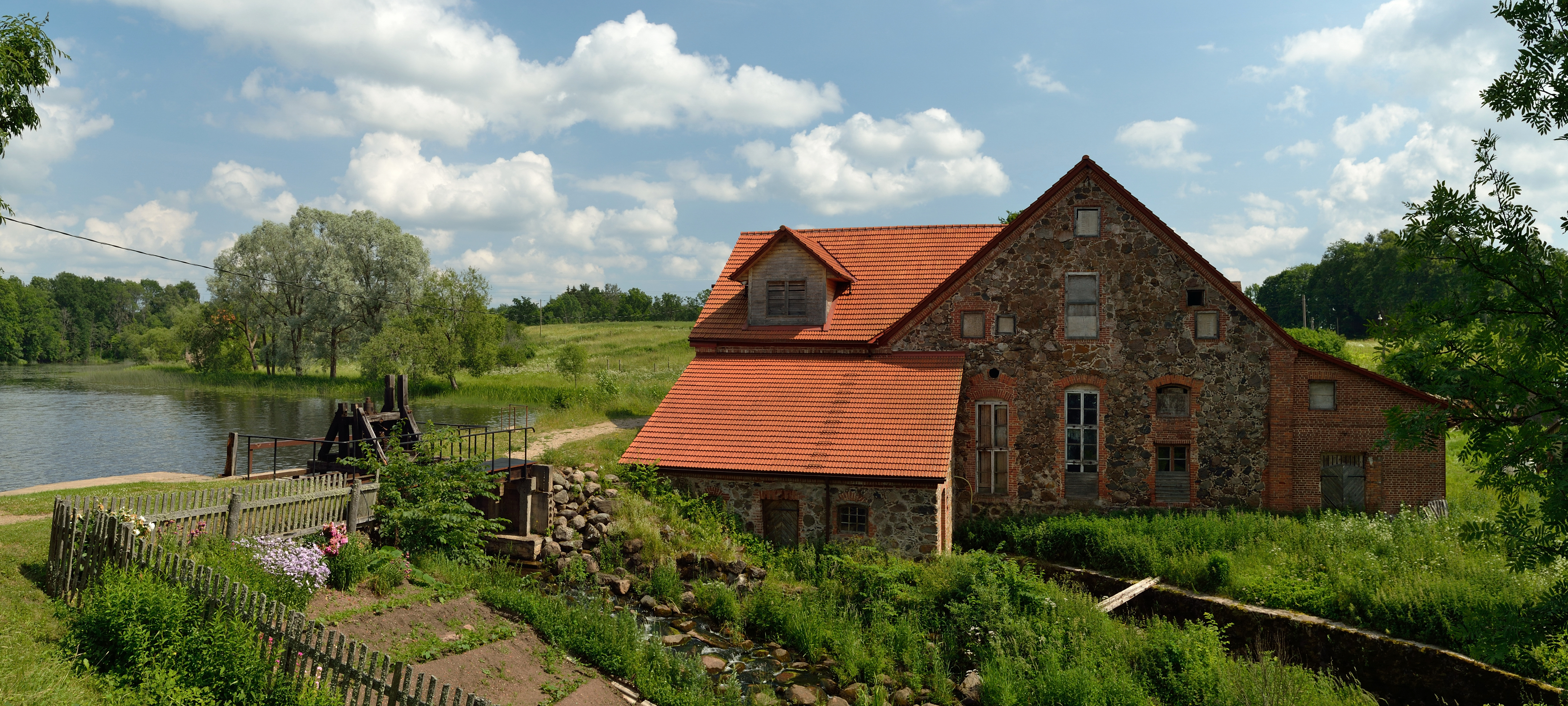
Водяний млин